# Ghiacciaio Hedley
Il ghiacciaio Hedley è un ripido ghiacciaio lungo circa 3 km situato nella zona occidentale dei colli Kukri, nella regione centro-occidentale della Dipendenza di Ross, in Antartide. Il ghiacciaio, il cui punto più alto si trova a circa 1600 m s.l.m., si trova in particolare in una piccola valle sul fianco occidentale del monte Coates, dove fluisce verso sud, parallelamente al ghiacciaio Dun, che scorre lungo il versante opposto dello stesso monte, fino a unire il proprio flusso a quello del ghiacciaio Ferrar.

## Storia
Il ghiacciaio Hedley è stato scoperto e mappato dalla squadra occidentale della spedizione Terra Nova, condotta dal 1910 al 1913 e comandata dal capitano Robert Falcon Scott, e così battezzato da Thomas Griffith Taylor, leader di quella squadra, probabilmente in onore di Charles Hedley, una malacologo australiano i cui studi sui molluschi contribuirono alle ricerche effettuate durante la suddetta spedizione di Scott e durante la spedizione Nimrod, condotta dal 1907 al 1909 e comandata da Ernest Shackleton.